# Provincia di Gitega
La provincia di Gitega è una delle 18 province del Burundi con una popolazione stimata di 1 100 000 abitanti.
Prende il nome dal suo capoluogo Gitega.

## Geografia antropica

### Suddivisioni amministrative
La provincia è suddivisa in 11 comuni:
- Bugendana
- Bukirasazi
- Buraza
- Giheta
- Gishubi
- Gitega
- Itaba
- Makebuko
- Mutaho
- Nyanrusange
- Ryansoro

## Codici
- Codice HASC: BI.GI
- Codice ISO 3166-2: GI
- Codice FIPS PUB 10-4: BY13